# Тітка Марта
«Тітка Марта» (рос. Тётя Марта) — російський комедійний телесеріал (ситком) виробництва компаній «Art Pictures Vision» і «BIack Вох Production» на замовлення телеканалу СТС.

## Сюжет
Дев'ятирічна дівчинка Марта живе в Москві без батьків (хто її батьки і де вони знаходяться — невідомо). Поруч з дівчинкою тільки дідусь, який страждає деменцією і за яким потрібен догляд. Марта від усіх приховує свій сімейний стан, щоб не потрапити в дитячий будинок. Фактично вона змушена вести доросле життя, адже, крім шкільних уроків, у неї багато домашніх турбот. Одного разу до неї приїжджає родич з Казані — Марат, і поселяється з нею в одній квартирі. Однак його мета полягає не в турботі про дівчинку. Марат заборгував велику суму грошей, і щоб розрахуватися за боргами, він вирішує заволодіти квартирою Марти.
Поступово Марат переймається теплими почуттями до Марти і відмовляється від ідеї махінації з її квартирою. Тим часом Марта шукає свою маму.

## У ролях
- Віталія Корнієнка — Марта Вікторівна Самсонова / Юлія Павлова, сестри-близнюки
- Олександр Метьолкін — Марат Олексійович Єнікєєв, «двоюрідний племінник» Марти, далекий родич Василя Самсонова
- Юрій Кузнецов — Василь Семенович Самсонов, «дідусь» Марти, пенсіонер
- Сергій Єпішев — Ілля Сергійович Аксьонов, актор-невдаха, сусід Марти
- Христина Асмус — Ольга Вікторівна, вчителька і класний керівник Марти, кохана Марата
- Олександр Яцко — Віктор Сергійович, батько Ольги Вікторівни, начальник шоколадної фабрики
- Валерія Зоїдова — Антоніна Калясіна, лейтенант поліції, дільничний уповноважений; кохана Марата
- Олександр Голубков — Дмитро Миколайович (Дімон), знайомий Марата, сидів у в'язниці
- Катерина Кабак — Мелані, гламурна сусідка Марти, блогер, кохана Дімона
- Зоя Бербер — Віра Павлова, опікун Юлії Павлової (2 сезон)
- Матвій Воронін — Данило Павлов, син Віри (2 сезон)
- Ганна Снаткіна — Неллі, телепродюсер дитячого музичного шоу талантів (2 сезон)

## Сезон
| Сезон | Сезон | Серії            | Період трансляції  |
| ----- | ----- | ---------------- | ------------------ |
|       | 1     | 1—17 (17 серій)  | 3 — 27 жовтня 2022 |
|       | 2     | 18—34 (17 серій) | 8 — 11 квітня 2024 |

## Думки про серіал
- Марія Бабаєва, рецензія «Кіноафіші»: «… тепла атмосфера і історія, в якій несхожі люди повинні будуть стати справжньою родиною. Решта тримається на доброму гуморі і відмінному акторському складі»[3].

## Благодійність
Творці телесеріалу підтримали фонд «Зміни одне життя», який надає допомогу дітям з дитячих будинків і прийомним сім'ям. З 15-ї серії першого сезону і в другому сезоні перед титрами з'являється QR-код, який веде на сайт Фонду «Зміни одне життя», де будь-який бажаючий може підтримати фонд.

## Премія
- У грудні 2022 року телесеріал отримав премію «Самий ОК» у номінації «Серіал року»[5].
- У грудні 2022 року на Patriki Film Festival телесеріал отримав приз як головний соціальний кінопроект року[6].
- У жовтні 2023 року телесеріал отримав премію ТЕФІ-KIDS у двох номінаціях: «Кращий серіал для дітей та сімейного перегляду» і «Режисер програми / фільму / серіалу для дітей та сімейного перегляду» (отримав режисер серіалу Євген Шелякін)[7].